# Guglielmo Pepe

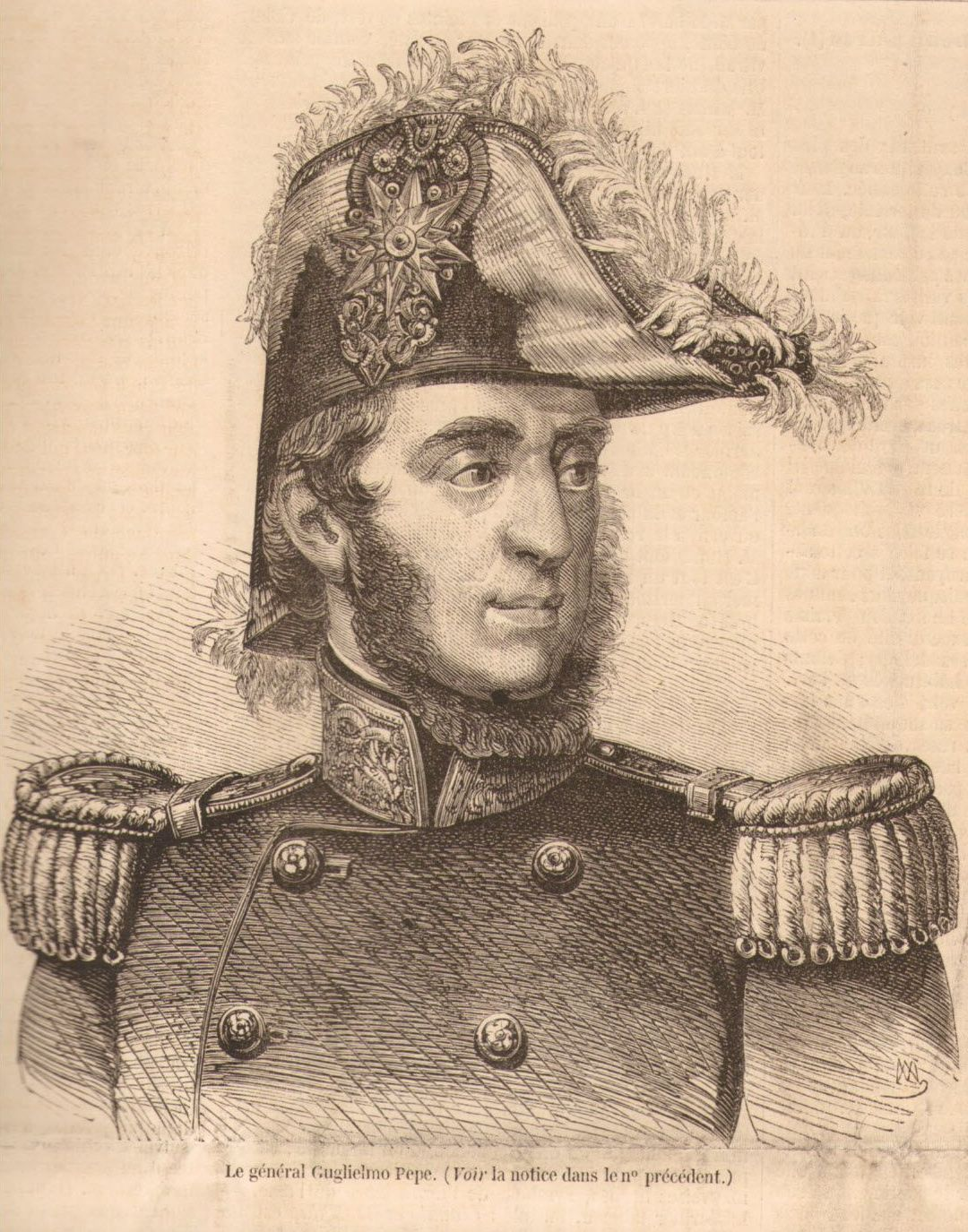
Ilustración de Guglielmo Pepe

Guglielmo Pepe (Squillace, Catanzaro 13 de febrero de 1783-Turín 8 de agosto de 1855) fue un patriota y general italiano del ejército del Reino de las Dos Sicilias, casado con Marianna Coventry y hermano de Florestano Pepe.

## Obra
- Relazione delle circostanze relative agli avvenimenti politici e militari in Napoli nel 1820 e 1821 [...] 1822
- Memorie. 1847
- L'Italie politique et ses rapports avec la France et l'Angleterre. 1848
- Casi d'Italia negli anni 1847, 48 e 49 : continuazione delle memorie del generale Guglielmo Pepe. 1851